# Makuria

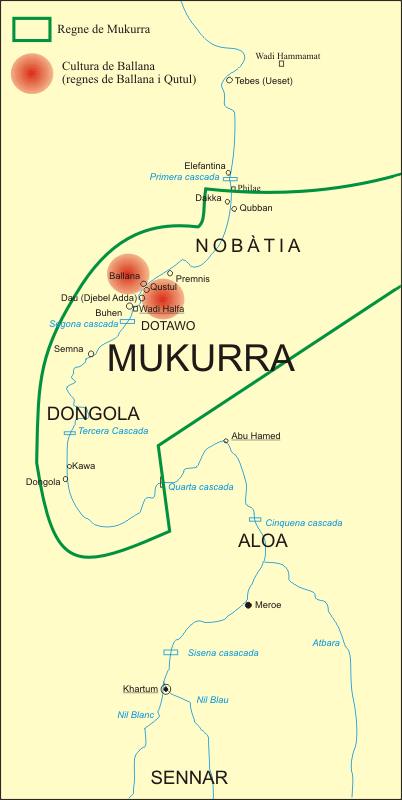
Mapa de Makuria i altres regnes cristians de Núbia

Makuria (nubià antic: ⲇⲱⲧⲁⲩⲟ, Dotawo; copte: Ⲙⲁⲕⲟⲩⲣⲓⲁ; grec antic: Μακουρία, Makouria; àrab: المقرة, al-Muqurra o المكرّة, al-Mukurra) fou un regne de la part central de Núbia entre Nobàtia i Aloa.

## Unió amb Nobàtia
Devia existir ja abans del 600 i per aquesta data va quedar unit amb Nobàtia. Els experts no n'han pogut establir la data d'unió, que no fou anterior al 600 ni posterior al 690, durant el regnat de Mercuri (va governar després del 675 i fins vers el 710), segons el que es pot desprendre de les dades dels escrits d'Isaac, patriarca d'Alexandria (690-692), i d'una inscripció del mencionat rei. Isaac fa esment dels problemes entre el rei de Nobàtia (que Isaac anomena Maurotània, probablement derivat de Maris) i el de Makuria; la inscripció de Mercuri, que regnava a Dongola, fa esment de la construcció de dues esglésies a Nobàtia, l'una a Faras i l'altra a Taifa. Un document del 759 dona al rei Ciríac (probablement va governar del 759 al 768) el títol de senyor de Makuria i de Núbia.

## Àrabs i coptes
El 640 Amr ibn al-As, comandant en cap dels àrabs, va conquerir Egipte, i el 651 Abd-Al·lah ibn Sad va establir la pau amb Núbia. El patriarca melquita (catòlic) Jordi d'Alexandria va fugir a Constantinoble i la seu va restar vacant durant cent anys. Els coptes, al contrari que els catòlics, es van aliar als àrabs i van rebre a canvi les esglésies catòliques; el patriarca copte va passar a tenir jurisdicció sobre tot Egipte i Núbia. Els bisbes designats arreu de Núbia foren monofisites, i aquesta tendència es va imposar ràpidament. Es té constància de nombrosos bisbes en diverses parts de Núbia, entre ells a Faras. Sembla que foren uns 9 bisbats a Makuria (i sis més a Aloa); la tradició n'esmenta 17. En aquest temps, alguns àrabs vivien a Núbia.
Els reis de Makuria van pagar el bakt (tribut) als governants d'Egipte, fet que implicava una certa dependència, a més a més de la dependència religiosa del patriarca d'Alexandria. Vers la segona meitat del segle ix, el rei de Mukarra va atacar Assuan, però fou derrotat i molts soldats foren fets presoners; els fatimites van avançar al sud fins a Abreem i la regió d'Assuan va restar a les seves mans fins a la desaparició de la dinastia vers el 1169, quan el rei de Makurru va aprofitar l'abandó del govern per a entrar a la zona i la va ocupar.
En general, els àrabs es refereixen al regne com a Núbia (Nuba) o com a Dunqula, però queda constància en una carta de Kasr Ibrahim al patriarca Marc III d'Alexandria (1166-1169) del nom de Makuria i la seva regió del nord, i el regne del sud, que allí s'esmenten com a Nobàdia, Makuria i Alodia; en aquesta carta, el sobirà mameluc s'atribueix jurisdicció sobre aquestos territoris.

## Aiúbides i mamelucs
El 1173 el germà de Saladí, Xams-ad-Dawla Turan-Xah, des del Iemen, va entrar a Núbia, va destruir esglésies i es va emportar algun bisbe i 70.000 nubians, mentre la part nord era ocupada pels aiúbides (ho fou fins vers el 1210).
El 1272 el rei David de Makuria va atacar Aydhab, en territori egipci i això va provocar la resposta del mameluc Bàybars I. El 1274 Bàybars va enviar un exèrcit a Núbia i després de la batalla de Dongola va conquerir Dongola, d'on va fugir el rei cristià David. Bàybars va instal·lar Shakanda, nebot de Murtashkar, el rei deposat en 1268, que fou coronat en 1276 fent-se vassall dels mamelucs i concedint al soldà la província d'al-Maris. i els cristians del país van haver de pagar una taxa per evitar la conversió forçosa. Va seguir (1276-1290) una època convulsa amb canvis freqüents de rei per les lluites entre els favorables als mamelucs i els seus enemics. Es creu que alguns territoris van independitzar-se vers el 1290 i un regne, amb capital a Daw, apareix com a independent. Se sap també del Regne de Dotawo, que probablement era abans tributari, centrat a la regió de Djebel Adda, però alguns creuen que el Regne de Dau i el de Djebel Adda foren el mateix.
El 1293, el rei de Makurru es va fer tributari dels mamelucs, i també el seu successor, però el 1304 el país tornava a ser independent. La situació de Makuria del 1317 en endavant és complexa i poc estudiada. El 1317, els Banu l-Kanz haurien arribat a dominar el regne més per enllaços matrimonials que per conquesta; en aquest any, el regne estava en mans de Kerembes (Karambas), que pagava tribut als mamelucs, però s'havia demorat en el pagament. Els mamelucs van fer una expedició i van posar al tron Dukkula a Bershambo o Sanbu, que va agafar el nom de Saif al-Din Abdallah i va convertir la catedral local en mesquita; Kanz al-Dawla, nebot del rei deposat, va lluitar contra el nou rei i el 1320 es va proclamar rei amb suport de nubians i àrabs; el 1323, els mamelucs van tornar i van imposar un efímer rei, i finalment van restaurar l'antic rei Kerembes, que durant el seu captiveri s'hi havia convertit, però Banu al-Kanz, amb suport dels Banu al-Ikrima, una altra tribu àrab, va agafar el poder altre cop. No se sap fins quan Banu l-Kanz i la seva nissaga hi va tenir el poder, però possiblement fins a la segona part del segle, quan davant de la descomposició de Makuria haurien retornar al nord. A la segona meitat del segle, els següents reis foren mers instruments dels mamelucs i van perdre tot poder a la meitat del segle xiv. L'últim rei esmentat és Nasir, sobirà nominal el 1397. Després desapareix tota traça del regne.
El 1377, la tribu nubiana islamitzada dels Kanuz, suposats descendents dels Banu l-Kanz i sotmesa als mamelucs, es van apoderar d'Assuan, i revoltats contra els mamelucs la van conservar fins vers el 1403. Llavors, es va produir una baixada del nivell del Nil que va portar la gana a la zona i Assuan fou abandonada per tots. El 1410, la tribu dels nubians islamitzats Hawwara va derrotar els Kanuz.
Dels petits estats que van anar sorgint entre el 1290 i finals del segle xv, el principal fou el de Sennar, fundat el 1484 i continuat per la tribu negra dels Funj, que el 1504 va dominar Makuria.

## Llista dels reis
- Reis desconeguts fins al 651
- Qaliduru 651-652
- Zacaries I v. 645-655
- Rei o reis desconeguts 655-675
- Mercuri v. 675-v. 710
- Rei o reis desconeguts 710-722
- Ciríac I v. 722-v. 738
- Zacaries II v. 738-v. 744
- Simó v. 744-v. 748
- Abraham v. 748- v.755
- Marc v. 755- v. 759
- Ciríac II v. 759-v. 768
- Rei o reis desconeguts v. 768-v. 790
- Miquel v. 790-v. 810
- Joan v. 810-v. 822
- Zacaries III Israel v. 822-v. 831
- Qanun l'Usurpador v. 831
- Zacaries III Israel (restaurat) v. 831-v. 854
- Ali Baba v. 854-v. 860
- Israel v. 860-v. 870
- Jordi I v. 870-892
- Asabisos .892-v. 912
- Esteve v. 912-v. 943
- Kubri ibn Surun v. 943-v. 958
- Zacaries IV v. 958-v. 969
- Jordi II v. 969-v. 980
- Simeó v. 980-v. 999
- Rafel v. 999-v. 1030
- Jordi III v. 1030-v. 1080
- Salomó v. 1080-v. 1089
- Basili v. 1089-v. 1130
- Jordi IV v. 1130-v. 1158
- Moisès v. 1158-v. 1174
- Una part als aiubites d'Egipte v. 1174-v. 1210 (en l'altra part del país reis desconeguts)
- Iahia v. 1210-v. 1268
- David I v. 1268-v. 1274
- David II v. 1274-1276
- Shakanda 1276-v. 1277
- Meskedet v. 1277-1279
- Berek 1279-1286
- Shamumun 1286-1288
- Rei desconegut 1288- ?
- Shamumun (restaurat)
- Rei desconegut v. 1290
- Shamumun (restaurat) 1290-1293
- Als Mamelucs d'Egipte 1293-1304
- Anni (vassall mameluc 1293-?)
- Budeminah (vassall mameluc ?-1304)
- Amai 1304-1305
- Kudanbes 1305-1312
- Kerembes 1312-1317
- Bershambo (Sayf-ad-Din Abd-Al·lah) (vassall mameluc 1317-1320)
- Kanz-ad-Dawla (vassall mameluc 1320-1323)
- Ibrahim 1323 (rei vassall mameluc per uns tres dies)
- Kerembes 1223 (restaurat com a rei independent)
- Als Mamelucs d'Egipte després de 1323
- Kanz-ad-Dawla 1323-? (restaurat com a vassall mameluc)
- Mahmud v. 1350 (vassall mameluc)
- Nasir v. 1397 (vassall mameluc)
- Annexió després de 1397